# (8575) Seishitakeuchi
(8575) Seishitakeuchi es un asteroide perteneciente al cinturón de asteroides, región del sistema solar que se encuentra entre las órbitas de Marte y Júpiter.
Fue descubierto el 7 de noviembre de 1996 por Kin Endate y Kazuro Watanabe desde el observatorio de Kitami.

## Designación y nombre
Designado provisionalmente como 1996 VL8, fue nombrado  por Seishi Takeuchi (n. 1961) quien es astrónomo aficionado y pintor. Ha sido artista voluntario del planetario del Museo Infantil de Hiroshima durante 20 años y ha participado en más de 70 espectáculos planetarios.

## Características orbitales
Seishitakeuchi está situado a una distancia media del Sol de 2,221 ua, pudiendo alejarse hasta 2,703 ua y acercarse hasta 1,740 ua. Su excentricidad es 0,217 y la inclinación orbital 4,006 grados. Emplea 1209,07 días en completar una órbita alrededor del Sol.

## Características físicas
La magnitud absoluta de Seishitakeuchi es 14,88. 